# Ahmed Rachedi (director de cine)
Ahmed Rachedi (1938) es un director de cine y guionista argelino. Fue nominado al Premio Óscar a la mejor película por el filme Z (1969), el cual ayudó a producir. Su película de 1971 L'Opium et le Bâton participó en la séptima edición del Festival Internacional de Cine de Moscú. Asimismo, su filme de 1981 Ali in Wonderland ganó un Premio Especial en el duodécimo Festival Internacional de Cine de Moscú.

## Filmografía selecta
- L'Opium et le Bâton (1971)
- Ali in Wonderland (1981)
- C’était la guerre (1993)[3]